# Francis D'Arcy-Osborne (7e duc de Leeds)
Francis George Godolphin D'Arcy D'Arcy-Osborne, 7e duc de Leeds (21 mai 1798 - 4 mai 1859) est un homme politique et pair britannique.

## Biographie

### Vie privée
Il est le fils de George Osborne, 6e duc de Leeds et de son épouse Charlotte Townshend, fille de George Townshend, 1er marquis Townshend.
Il est titré comte de Danby entre 1798 et 1799 puis marquis de Carmarthen entre 1799 et 1838.

### Vie publique
En tant que marquis de Carmarthen, il occupe le siège parlementaire de Helston de 1820 à 1830 et, le 2 juillet 1838, est convoqué à la Chambre des lords pour la baronnie de son père. 
Une semaine et un jour plus tard, il hérite du duché de Leeds à la suite du décès de son père. Il ajoute le nom de D'Arcy à son nom de famille par licence royale en 1849.
En 1859, ses titres sont transmis à d'autres membres de sa famille : le duché de Leeds à son cousin, George Osborne, 2e baron Godolphin et les baronnies de Darcy de Knayth et Conyers ainsi que le comté portugais de Mértola à son neveu, Sackville Lane-Fox.

## Famille
Il épouse, le 24 avril 1828, Louisa Catharine Caton (1791-1874), fille de Richard Caton et de Polly  Carroll of Carrollton. Ils n'ont pas d'enfants.
Le 7e duc de Leeds et la duchesse de Leeds sont enterrés dans la chapelle de la famille Osborne à l'église All Hallows, à Harthill, dans le Yorkshire du Sud.